# Paepalanthus alsinoides
Paepalanthus alsinoides là một loài thực vật có hoa trong họ Eriocaulaceae. Loài này được C.Wright mô tả khoa học đầu tiên năm 1871.